# جورجي ديميتروف (لاعب كرة قدم بلغاري)
جورجي ديميتروف (بالبلغارية: Георги Димитров - Червения)‏ هو لاعب كرة قدم بلغاري، ولد في 1 مايو 1931 في بورغاس في بلغاريا، وتوفي في 16 مارس 1978. شارك مع منتخب بلغاريا لكرة القدم. أما مع النوادي، فقد لعب مع سسكا صوفيا ونادي تشيرنو مور فارنا.

## وصلات خارجية
- جورجي ديميتروف على موقع قاعدة بيانات كرة القدم.إي يو (الإنجليزية)
- جورجي ديميتروف على موقع عالم كرة القدم.نت (الإنجليزية)
- جورجي ديميتروف على موقع أوليمبيديا (الإنجليزية)